# Natasha Farinea
Natasha Odara Azevedo Cruz Farinea (Porto Murtinho, 8 febbraio 1986) è una pallavolista brasiliana, centrale dell'ABEL.

## Carriera

### Club
La carriera professionistica di Natasha Farinea inizia nella stagione 2004-05, quando debutta in Superliga con la maglia del São Caetano, con quale gioca per cinque stagioni. Approda per un triennio al Minas, prima di essere ingaggiata nell'annata 2012-13 dal Campinas. Nella stagione 2013-14 si accasa col Rio de Janeiro,vincendo il Campionato Carioca e lo scudetto, mentre nella stagione seguente approda al Praia Clube: resta legata al club di Uberlândia per quattro annate, nel corso delle quali si aggiudica due edizioni del Campionato Mineiro e uno scudetto.
Dopo un'annata con l'Osasco, nel campionato 2019-20 approda al Fluminense, dove resta in forza per un biennio. Dopo aver disputato la Superliga Série C con il Taubaté, nella stagione 2021-22 viene ingaggiata per la prima volta all'estero, accasandosi con le portoghesi del Benfica, in Primeira Divisão. Rientra in patria nel campionato 2023-24, firmando per il neopromosso Blumenau, con il quale vince il Campionato Catarinense, mentre nel campionato seguente indossa la casacca di un'altra neopromossa, l'ABEL.

### Nazionale
Nello stesso periodo fa parte delle selezioni giovanili brasiliane, vincendo il campionato mondiale 2005 col Brasile Under-20.
Fa il suo esordio nella nazionale brasiliana in occasione della Coppa panamericana 2005, quando la nazionale Under-20 viene scelta per rappresentare la nazionale maggiore durante l'evento, dove conquista la medaglia di bronzo. Viene nuovamente convocata in nazionale per la Coppa panamericana 2012, dove raggiunge la finale e viene premiata come miglior muro del torneo.
Fa inoltre parte della selezione universitaria che si aggiudica rispettivamente l'oro e l'argento alla XXVI Universiade e alla XXVII Universiade.

## Palmarès

### Club
- Campionato brasiliano: 2

2013-14, 2017-18
- Campionato Carioca: 1

2013
- Campionato Mineiro: 2

2014, 2015
- Campionato Catarinense: 1

2023

### Nazionale (competizioni minori)
- Campionato mondiale Under-20 2005
- Coppa panamericana 2005
- Universiade 2011
- Coppa panamericana 2012
- Universiade 2013

### Premi individuali
- 2012 - Coppa panamericana: Miglior muro